# Ne me quitte pas
«Ne me quitte pas» (en francés No me dejes) es una canción compuesta, escrita e interpretada por el cantautor belga Jacques Brel junto al pianista Gérard Jouannest. La canción fue publicada en 1959 por Warner-Chappell y fue escrita tras la separación de Brel y Suzanne Gabriello, aunque fue él quien la dejó.

## Origen

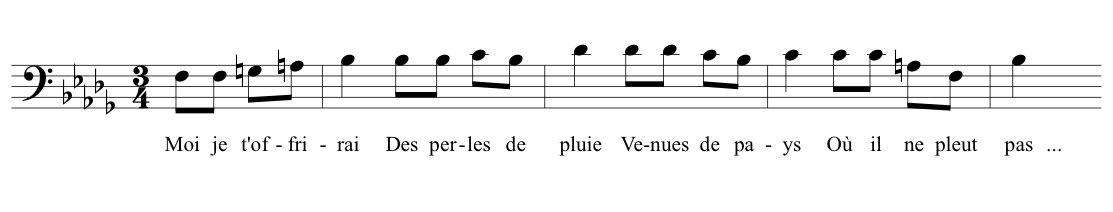
Partitura del comienzo de «Ne me quitte pas».

Brel escribió la canción tras separarse de su esposa, Suzanne Gabriello en 1959.
La canción ha tenido varias versiones de estudio. La primera versión de Brel apareció el 11 de septiembre de 1959 en el disco La Valse à mille temps. En 1961, Brel grabó una versión en neerlandés titulada Laat me niet alleen. Trece años después del nacimiento de la canción, el 20 de junio de 1972, Jacques Brel grabó una nueva versión para el álbum del mismo nombre, Ne me quitte pas.

## Música

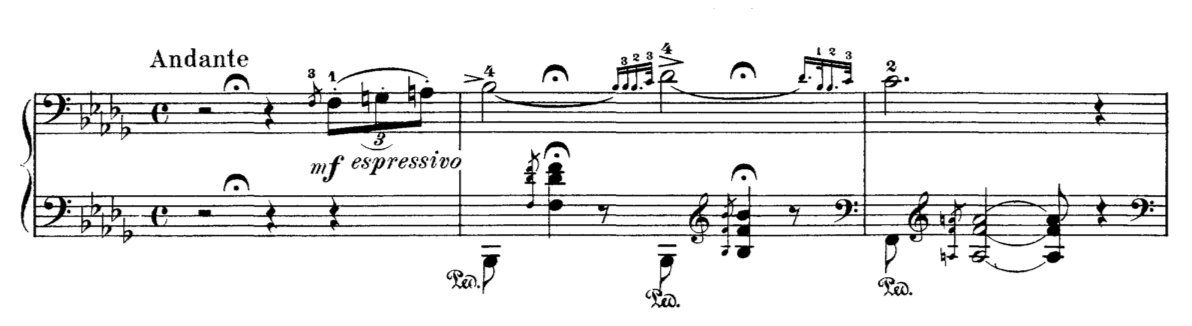
Comienzo de la «Rapsodia húngara nº6 de Liszt».

Parte de la canción se inspira en el comienzo de la Rapsodia húngara n.º 6 de Franz Liszt. Brel había aprendido a tocar esta pieza cuando era niño y era, de hecho, una de sus piezas favoritas.
También se ha señalado el parecido de la canción con un pasaje de la Sonata para piano n.º 17 de Beethoven.

## Letra
Años después de haber escrito «Ne me quitte pas», Brel aseguró que no se trata de una canción de amor, sino de un «himno a la cobardía».

## Versiones
Se han grabado muchas versiones de esta canción por otros artistas, algunas memorables, buena muestra de la gran influencia de la música de Brel en otros intérpretes. "Ne me quitte pas" se ha grabado en diversas lenguas siendo una de las canciones más versionadas de la música moderna, cantada entre otros bajo los títulos "If you go away", "Don't leave me", "Bitte, geh nicht fort", "Lasko prokleta", "Non andare via", "Não me deixes mais", "Se Você Partir", "Laat me niet alleen", "Al tilchi mikan", "Ne ostavljaj me", "No me dejes", "No em deixis mai", entre otras. Diversos artistas la han cantado en sus diversas lenguas.